# Brewster (Kansas)
Pour les articles homonymes, voir Brewster.
Brewster est une ville américaine située dans le comté de Thomas, au Kansas. Selon le recensement de 2020, sa population est de 291 habitants.